# Sebevražedný oddíl
Sebevražedný oddíl, anglicky Suicide Squad, je název dvou fiktivních antihrdinských týmů z komiksových příběhů publikovaných vydavatelstvím DC Comics. Původní tým vytvořil Robert Kanigher a Ross Andru a poprvé byl představen v The Brave and the Bold #25 v září roku 1959. Moderní tým vytvořil John Ostrander a poprvé se objevil v Legends #3 v lednu 1987. V průběhu let se sestava týmu několikrát změnila. Ta nynější se objevuje v pátem svazku Suicide Squad a tvoří ji Kapitán Bumerang, Deadshot, Enchantress, Harley Quinn, Katana a Killer Croc.
Tým se objevil také v televizních seriálech, videohrách či stejnojmenném celovečerním filmu. Například v televizním seriálu Arrow, který se odehrává ve světe Arrowverse, v dílu druhé řady "Suicide Squad".

## Edice

### Silver Age
| Název                                          | Čísla                                                                                             | Rok  | ISBN                   |
| ---------------------------------------------- | ------------------------------------------------------------------------------------------------- | ---- | ---------------------- |
| Suicide Squad: The Silver Age Omnibus Volume 1 | Brave and the Bold #25-27, #37-39 Star Spangled War Stories #110-111, #116-121, #125, #127 a #128 | 2016 | ISBN 978-1-4012-6343-0 |

### Post Crisis
| Název                                            | Čísla                                                                                       | Rok  | ISBN                |
| ------------------------------------------------ | ------------------------------------------------------------------------------------------- | ---- | ------------------- |
| Volume 1: Trial By Fire                          | Suicide Squad #1-8, Secret Origins #14                                                      | 2015 | ISBN 978-1401258313 |
| Volume 2: The Nightshade OdysseyVolume 3: Rogues | Suicide Squad #9-16, Justice League International #13, Doom Patrol/Suicide Squad Special #1 | 2015 | ISBN 978-1401258337 |
| Volume 3: Rogues                                 | Suicide Squad #17-25, Annual #1                                                             | 2016 | ISBN 978-1401260910 |
| Volume 4: The Janus Directive                    | Suicide Squad #26-30, Checkmate! #15-18, Manhunter #14 Firestorm #86, Captain Atom #30      | 2016 | ISBN 978-1401262617 |
| Volume 5: Apokolips Now                          | Suicide Squad #31-39                                                                        | 2016 | ISBN 978-1401265427 |
| Volume 6: The Phoenix Gambit                     | Suicide Squad #40-49                                                                        | 2017 | ISBN 978-1401269043 |
| Volume 7: The Dragon's Hoard                     | Suicide Squad #50-58                                                                        | 2017 | ISBN 978-1401274573 |

| Název                 | Čísla                                          | Rok  | ISBN                |
| --------------------- | ---------------------------------------------- | ---- | ------------------- |
| Deadshot: Beginnings  | Deadshot #1-4, Detective Comics #474, #518     | 2013 | ISBN 978-1401242985 |
| Deadshot: Bulletproof | Deadshot #1-5, Legends of the Dark Knight #214 | 2015 | ISBN 978-1401255190 |

| Název                          | Čísla                              | Rok  | ISBN                |
| ------------------------------ | ---------------------------------- | ---- | ------------------- |
| Suicide Squad - From The Ashes | Suicide Squad: From The Ashes #1-8 | 2008 | ISBN 978-1401218669 |

### New 52
| Název                 | Čísla                                                                       | Rok  | ISBN               |
| --------------------- | --------------------------------------------------------------------------- | ---- | ------------------ |
| Kicked in the Teeth   | Suicide Squad #1-7                                                          | 2012 | ISBN 1-4012-3544-1 |
| Basilisk Rising       | Suicide Squad #0, #8-13, Resurrection Man #9                                | 2013 | ISBN 1-4012-3844-0 |
| Death is for Suckers  | Suicide Squad #14-19                                                        | 2013 | ISBN 1-4012-4316-9 |
| Discipline and Punish | Suicide Squad #20-23, Detective Comics #23.2, Justice League of America 7.1 | 2014 | ISBN 1-4012-4701-6 |
| Walled In             | Suicide Squad #24-30                                                        | 2014 | ISBN 1-4012-5012-2 |

| Název         | Čísla                              | Rok  | ISBN                |
| ------------- | ---------------------------------- | ---- | ------------------- |
| Pure Insanity | New Suicide Squad #1-8             | 2015 | ISBN 978-1401252380 |
| Monsters      | New Suicide Squad #9-12, Annual #1 | 2016 | ISBN 978-1401261528 |
| Freedom       | New Suicide Squad #13-16           | 2016 | ISBN 978-1401262648 |
| Kill Anything | New Suicide Squad #17-22           | 2016 | ISBN 978-1401270001 |

| Název                                | Čísla                                                                               | Rok  | ISBN                |
| ------------------------------------ | ----------------------------------------------------------------------------------- | ---- | ------------------- |
| Suicide Squad Most Wanted: Deadshot  | The Deadshot portions from Suicide Squad Most Wanted: Deadshot and Katana #1-6      | 2016 | ISBN 978-1401263805 |
| Suicide Squad Most Wanted: Katana    | The Katana portions from Suicide Squad Most Wanted: Deadshot and Katana #1-6        | 2016 | ISBN 978-1401264642 |
| Suicide Squad Most Wanted: El Diablo | The El Diablo portions from Suicide Squad Most Wanted: El Diablo and Boomerang #1-6 | 2017 | ISBN 978-1401268657 |

### Rebirth
| Název                  | Čísla                                                                          | Rok  | ISBN                |
| ---------------------- | ------------------------------------------------------------------------------ | ---- | ------------------- |
| The Black Vault        | Suicide Squad: Rebirth #1, Suicide Squad #1-4                                  | 2017 | ISBN 978-1401269814 |
| Going Sane             | Suicide Squad #5-8, Harley Quinn and the Suicide Squad April Fool's Special #1 | 2017 | ISBN 978-1401270971 |
| Burning Down the House | Suicide Squad #11-15, Suicide Squad: War Crimes Special #1                     | 2017 | ISBN 978-1401274221 |
| Earthlings on Fire     | Suicide Squad #16-20                                                           | 2017 | ISBN 978-1401275396 |
| Kill Your Darlings     | Suicide Squad #21-25                                                           | 2018 | ISBN 978-1401278809 |

## České vydání
| Název                                    | Čísla                                        | Rok  | ISBN                   |
| ---------------------------------------- | -------------------------------------------- | ---- | ---------------------- |
| Sebevražedný oddíl 1 – Kopanec do zubů   | Suicide Squad #1-7                           | 2016 | ISBN 978-80-7507-610-6 |
| Sebevražedný oddíl 2 - Vzestup Baziliška | Suicide Squad #0, #8-13, Resurrection Man #9 | 2018 | ISBN 978-80-750-7746-2 |